# 매화면
매화면(梅花面)은 대한민국 경상북도 울진군의 면이다. 넓이는 101.43km2이고, 인구는 2011년 기준으로 2,538명이다. 본래 울진군의 남단에 위치하였다 하여 원남면이었으나 2015년 면 내에 매화나무가 옛부터 많았다는 것에서 따와 현재의 이름으로 개칭했다.

## 변천 과정
- 고대 삼한시대에는 변한
- 삼국 및 통일신라시대 처음으로 울진이라는 지명이 붙여졌을때, 울진현의 남단에 위치함
- 1895년 5월 26일 : 울진군과 평해군 통합.
- 1914년 3월 : 울진군의 중앙부에 위치하게 됨
- 2015년 4월 21일 : 원남면(遠南面)을 매화면으로 개칭[1]

## 행정 구역
- 갈면리(葛綿里)
- 금매리(金梅里)
- 기양리(基陽里)
- 길곡리(吉谷里)
- 덕신리(德新里)
- 매화리(梅花里): 행정복지센터 소재지.
- 신흥리(新興里)
- 오산리(烏山里)

## 교육 기관
- 매화초등학교 (병설유치원)
  - 덕신분교
- 매화중학교
- 매화종합고등학교